# Polikusjka
Polikusjka (russisk: Поликушка) er en sovjetisk stumfilm fra 1922 af Aleksandr Sanin.
Filmen er en filmatisering af Leo Tolstojs novelle af samme navn.

## Medvirkende
- Ivan Moskvin - Polikusjka
- Vera Pasjennaja - Akulina
- Jevgenija Rajevskaja
- Varvara Bulgakova
- Sergej Ajdarov - Steward